# Mesacmaea stellata
Mesacmaea stellata is een zeeanemonensoort uit de familie Haloclavidae.
Mesacmaea stellata is voor het eerst wetenschappelijk beschreven door Andrès in 1881.